# NGC 4490
NGC 4490, (soprannominata  Cocoon Galaxy) é una galassia a spirale barrata nella costellazione dei Cani da Caccia.
È individuabile ad appena 30' dalla stella β Canum Venaticorum; si mostra come un fuso fortemente irregolare a causa dell'interazione con una piccola galassia vicina, NGC 4485. Entrambe sono visibili con uno strumento di 120-150mm di apertura, sebbene quest'ultima sia molto meno appariscente. Il nucleo è molto luminoso e domina sull'intera galassia; i bracci sono disposti in senso est-ovest, con quello occidentale rivolto verso la compagna NGC 4485. Il sistema dista dalla Via Lattea circa 23 milioni di anni-luce.

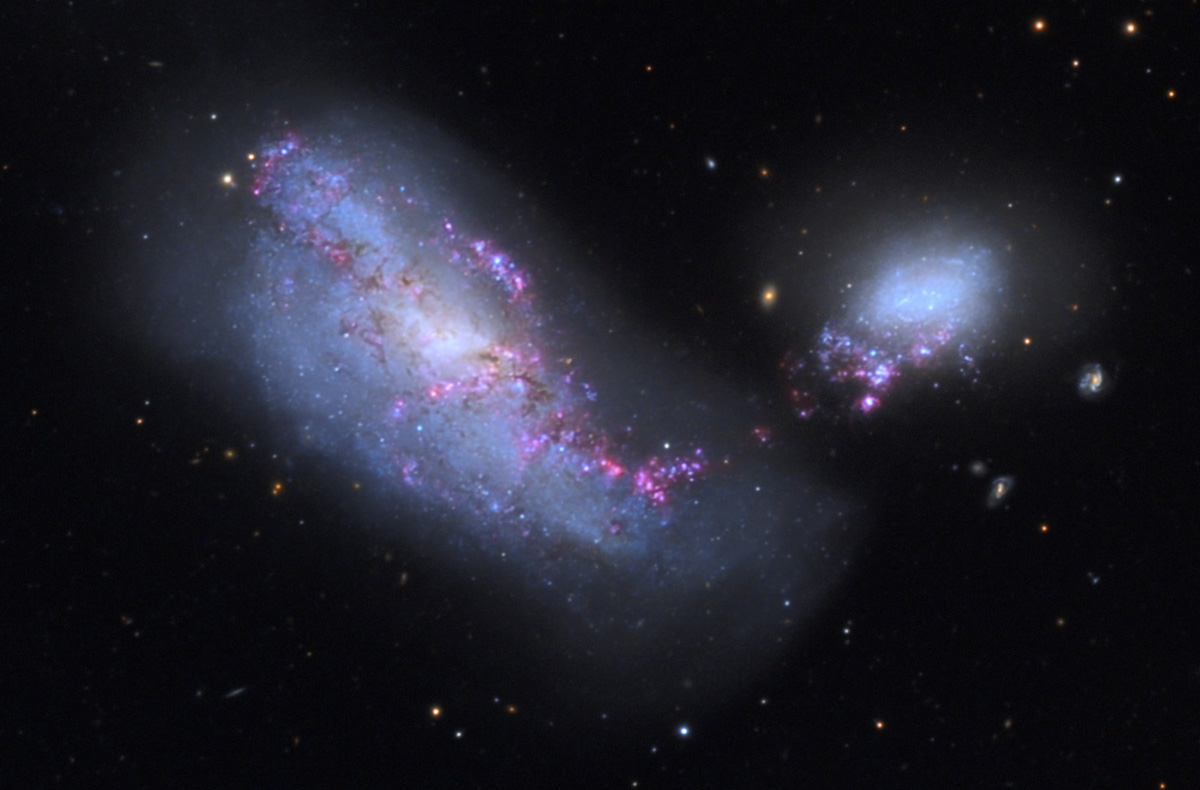
NGC 4490 e, sulla destra, la galassia compagna NGC 4485, riprese con il telescopio da 0.8 metri dell'osservatorio di Monte Lemmon.